# Landkreis Ostrowo

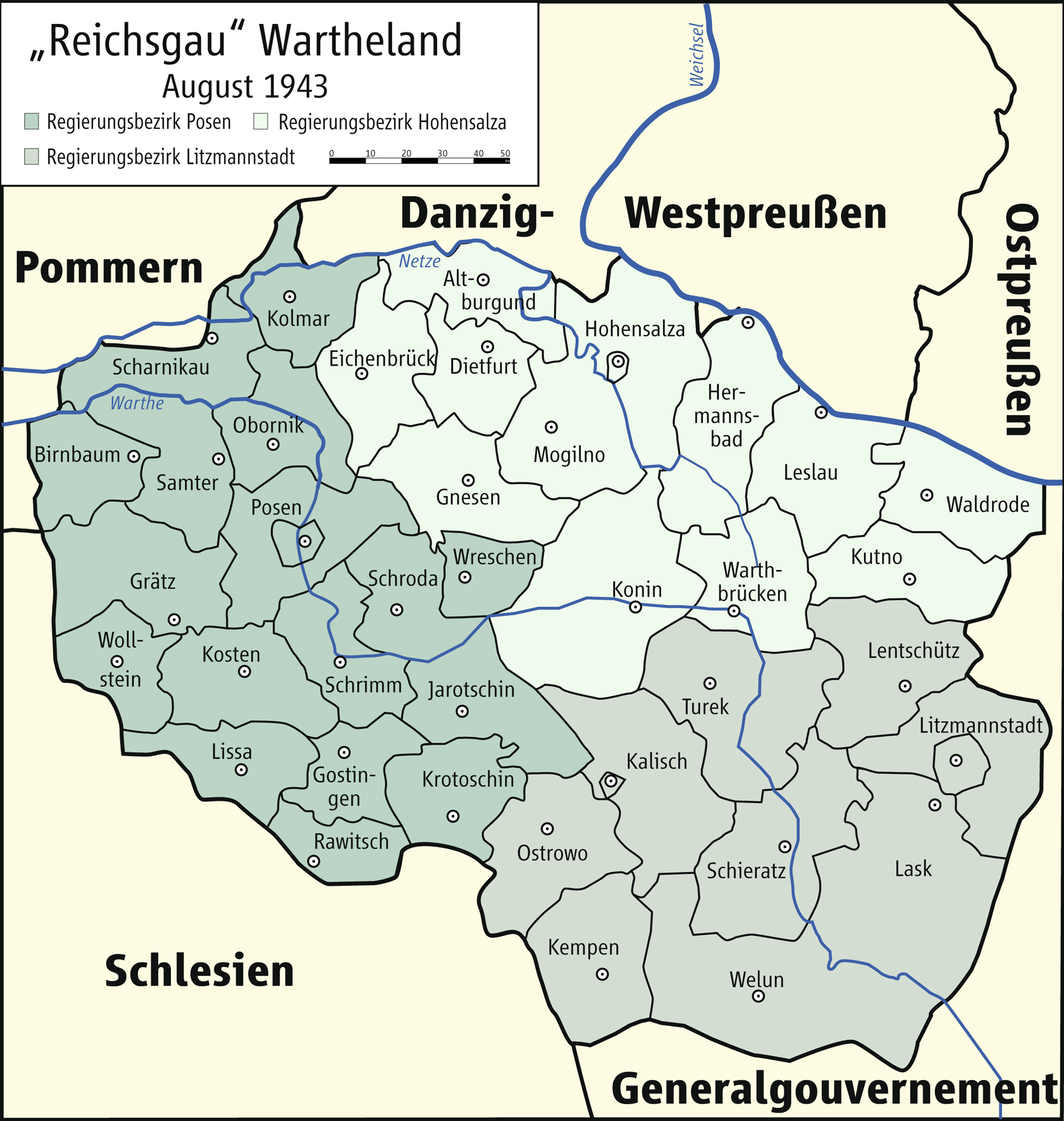
Regierungsbezirke und Kreise im Reichsgau Wartheland

Landkreis Ostrowo war während des Zweiten Weltkrieges der Name einer deutschen Verwaltungseinheit im besetzten Polen (1939–45).

## Vorgeschichte (1815 bis 1919)
Das Gebiet um die westpolnische Stadt Ostrów Wielkopolski gehörte von 1815 bis 1887 als Kreis Adelnau zur preußischen Provinz Posen, 1887 wurde die Osthälfte des Kreises abgetrennt und zu einem eigenen Kreis Ostrowo geformt. Am 7. November 1918 erhob sich die polnische Bevölkerungsmehrheit gegen die deutsche Herrschaft und erklärte die Stadt am 10. November 1918 zur autonomen Republika Ostrowska. Im Zuge des Großpolnischen Aufstandes kam Ostrów Wielkopolski am 31. Dezember 1918 endgültig  unter polnische Kontrolle und wurde am 28. Juni 1919 mit der Unterzeichnung des Versailler Vertrags offiziell an das neu gegründete Polen abgetreten.

## Verwaltungsgeschichte
Zu Beginn des Zweiten Weltkrieges besetzten deutsche Truppen den westpolnischen Powiat Ostrów Wielkopolski, die Kreisstadt Ostrów Wielkopolski wurde am 4. September 1939 eingenommen.
Am 26. Oktober 1939 wurde der Powiat unter der Bezeichnung Landkreis Ostrowo an das Deutsche Reich angeschlossen, was als einseitiger Akt der Gewalt völkerrechtlich aber unwirksam war. Der Landkreis wurde Teil des Regierungsbezirkes Kalisch (ab 1941: Regierungsbezirk Litzmannstadt) im Reichsgau Wartheland.
Sitz des deutschen Landratsamtes wurde die Kreisstadt Ostrowo.
Mit dem Einmarsch der Roten Armee im Januar 1945 endete die deutsche Besetzung.

## Politik

### Landkommissar
1939–9999: Büttner

### Landräte
1939–1941: Büttner (kommissarisch)
1941–1945: Otto Lehmann

## Kommunale Gliederung
Die 134 Ortschaften des Landkreises wurden zunächst in 14 Amtsbezirken zusammengefasst. Am 1. April 1941 wurde der Amtsbezirk Ostrowo-Stadt zur Stadt nach der Deutschen Gemeindeordnung von 1935 ernannt. Gegen Ende der Besetzung bestand der Landkreis aus 1 Stadt (Ostrowo) und 13 Amtsbezirken.

## Ausdehnung
Der Landkreis Ostrowo hatte eine Fläche von 1044 km².

## Bevölkerung
Der Landkreis Ostrowo hatte im Jahre 1941: 108.727 meist polnische Einwohner. Die deutschen Besatzungsbehörden vertrieben zwischen dem 1. Dezember 1939 und dem 31. Dezember 1943 über 9.800 Polen aus dem Gebiet.
Im Gebiet lebte eine kleine deutsche Minderheit, während der Besetzung wurden zusätzlich Deutsche angesiedelt. Gegen Ende der Besetzung verließ der Großteil das Gebiet.
Die jüdische Bevölkerung wurde ins Generalgouvernement deportiert und dort ermordet.

## Ortsnamen
Die lokalen Besatzungsbehörden versahen alle Ortschaften im Kreisgebiet mit deutschen Namen, obwohl offiziell laut unveröffentlichtem Erlass des Innenministers vom 29. Dezember 1939 zunächst die 1918 gültigen deutschen Bezeichnungen weitergelten sollten. Am 18. Mai 1943 wurden für alle Orte mit einer Post- oder Bahnstation im Wartheland deutsche Namen festgelegt, wobei es wiederum zu Abweichungen kam.
Liste der Städte und Amtsbezirke im Landkreis Ostrowo:
| polnischer Name     | deutscher Name (1918) | deutscher Name (1939–1945)                |
| ------------------- | --------------------- | ----------------------------------------- |
| Biniew              | Biniew                | 1939–1943 Biningen 1943–1945 Biening      |
| Chojnik             | Honig                 | Honig                                     |
| Cieszyn             | Teschen               | Teschen                                   |
| Czarnylas           | Schwarzwald           | Schwarzwald                               |
| Czekanów            | Czekanow              | 1939–1943 Scheckenau 1943–1945 Schackenau |
| Daniszyn            | Danischin             | Dieterslinde                              |
| Mikstat             | Mixstadt              | Mixstadt                                  |
| Nowe Skalmierzyce   | Neu Skalmierschütz    | 1939–1943 Neu Skalden 1943–1945 Kalmen    |
| Odolanów            | Adelnau               | Adelnau                                   |
| Ostrów Wielkopolski | Ostrowo               | Ostrowo                                   |
| Przygodzice         | Groß Przygodzice      | Hirschteich                               |
| Raszków             | Raschkow              | Raschkau                                  |
| Wysocko Wielkie     | Groß Wysocko          | Groß Hochkirch                            |